# Lius aterrimus
Lius aterrimus är en skalbaggsart som beskrevs av Charles Kerremans 1900. Lius aterrimus ingår i släktet Lius och familjen praktbaggar. Inga underarter finns listade i Catalogue of Life.